# Gonzalo Fernández de Córdoba y Fernández de Córdoba
Gonzalo Fernández de Córdoba y Fernández de Córdoba (h.1520/1521, ¿Córdoba? - 3 de diciembre de 1578, Madrid) fue un noble, militar, político y mecenas español que ocupó el cargo de gobernador del Estado de Milán y alcaide de Castell de Ferro. 
Hijo de Luis Fernández de Córdoba, del que heredaría el condado de Cabra como V conde; y de Elvira Fernández de Córdoba, de la que heredaría los títulos de III duque de Sessa, III duque de Terranova, III duque de Andria, III duque de Sant'Angelo, concedidos en origen a su abuelo el Gran Capitán. Gracias a sus servicios al monarca Felipe II le sería concedido del mismo modo el ducado de Baena en 1566, así como la Orden del Toisón de Oro.

## Biografía

### Infancia y educación
A principios de 1521 sus padres se trasladaron a Roma y de allí a Nápoles, para volver de nuevo a Roma en 1522, al ser nombrado Luis embajador de Carlos V ante la Santa Sede. En septiembre de 1524, Elvira falleció en un parto en la ciudad de Sessa. En agosto de 1526 le seguía a la tumba su marido Luis. Los tres hijos del matrimonio, Gonzalo, Francisca y Beatriz, regresaron a España y su educación y tutela fue procurada por su abuela materna.
Gonzalo recibió una esmerada educación en Granada que incluía tanto el conocimiento de las lenguas clásicas como el latín y el griego, la formación musical y poética, el manejo de la espada y el caballo, y la afición a la caza. De esta educación se benefició especialmente su esclavo y protegido africano, al que liberó en 1538 y dio el nombre de Juan Latino, poeta y humanista de raza negra del Renacimiento español, que se convertiría en el primer profesor universitario de raza negra al obtener la cátedra de Humanidades.

### Matrimonio
A los catorce años entró a formar parte de la corte del emperador Carlos I gracias a su condición de grande de España, lo que implicaba unos inmensos gastos de representación que acabarían por endeudarlo de por vida. En 1535-36, se encontrará entre el séquito del monarca durante las entradas en Roma y Nápoles tras la Jornada de Túnez. En 1538 su tío paterno Pedro de Córdoba concertó su boda con María Sarmiento, hija del influyente secretario del emperador Francisco de los Cobos, a pesar de que Gonzalo tenía otro matrimonio previsto. La boda se celebró en Toledo el día 30 de noviembre de ese año, oficiado por el cardenal Tavera y presidido por el mismo Emperador. La última ceremonia fue organizada en Madrid en febrero de 1541 con la presencia de Hernán Cortes. No obstante, hubo grandes discrepancias durante años entre el padre de la novia y los tíos de Gonzalo sobre los diez millones de maravedíes firmados en 1540 como dote a la novia. La pareja no tendría descendencia. Su tío se encargaría también de los matrimonios de sus hermanas: Francisca se casó con Francisco de Zúñiga, marqués de Gibraleón y Beatriz con Fernando Folch de Cardona.

### Corte de Felipe II
En 1541 Gonzalo se embarcó en Cartagena con destino a Génova, donde se reunió con la flota imperial hacia la campaña de Argel, donde luchó junto a algunos capitanes como Álvaro de Sande. Sin embargo, la campaña fue un fracaso y no hizo sino aumentar sus gastos en la corte, lo que le obligó a vender algunos feudos napolitanos. Entre ellos destaca la venta de Tiano y Montefusco, el palacio de los duques de Sessa en Nápoles, vendido en 1547, o el ducado de Andria, vendido en 1551. En Bitonto, los propios ciudadanos llegarían a comprar la villa al duque.
A finales de 1548 acompañaría al futuro Felipe II a Flandes, mientras que un año después, desde Bruselas, regresaría a la capital de sus posesiones napolitanas, Sessa, donde sería recibido con grandes celebraciones. En marzo de 1550 regresaría a la corte del príncipe Felipe y lo acompañará durante años por diversos lugares europeos como Milán, Flandes o incluso Inglaterra ya convertido en rey de España.

#### Gobernador de Milán
Gonzalo ganará una gran confianza con uno de los altos cargos de la Corte, Ruy Gómez de Silva, quien, para neutralizar el poder de la Casa de Alba, convierte a Gonzalo en gobernador y capitán general del Estado de Milán el 23 de abril de 1558. Su primer cometido como gobernador fue continuar la campaña contra Francia en Piamonte, abandonando Milán el 6 de agosto y entrando cuatro días después en Alessandria, donde logró desbaratar una revuelta profrancesa. Continuó hacia Asti el 17 de agosto, donde pasó revista a más de veinticuatro mil soldados, y a finales de mes consiguió rendir la plaza de Cental, lugar estratégico por ser entrada al marquesado de Saluzzo, así como Moncalvo. No obstante, la imposibilidad de atacar las relevantes Casale y Valenza, hicieron que el duque regresara a Milán y dejara al mando al marqués de Pescara.
Entre 1560-62 obtuvo permiso real para regresar a sus posesiones en Andalucía debido a una mala gestión señorial. Su segunda etapa como gobernador fue mucho más dura y controvertida, debido a sus luchas contra las élites locales, especialmente debido a la disposición de implantar la Santa Inquisición en territorio lombardo, tras los avisos del papa Pío IV de injerencias heréticas en el Senado milanés. Este hecho se originó en especial por el auge del calvinismo en el norte de la península itálica, aunque Gonzalo decidió suspender la creación de la institución debido al temor de que hubiera revueltas, tal y como había ocurrido en Nápoles, por lo que instó al monarca a que tuviera preparado un ejército antes de tomar semejantes medidas. En noviembre de 1563, Felipe II aprobó el comportamiento de Gonzalo durante la crisis, aunque le instó a intentarlo de nuevo; sin embargo, Gonzalo volvió a negarse y de nuevo el monarca le dio la razón. Tras muchos intentos por volver a Andalucía para el mantenimiento de sus estados, fue sustituido de su cargo en enero de 1564 por el duque de Alburquerque Gabriel de la Cueva.

#### Guerra de las Alpujarras y Batalla de Lepanto
El 19 de agosto de 1566 Felipe II le concederá el ducado de Baena, siendo Gonzalo el primer duque del mismo.
Tras su regreso a España el duque aspiró al cargo de mayordomo del príncipe Carlos de Austria, con el que mantendría una estrecha relación, aunque perdió gran influencia en la Corte hasta que en 1569 el hermano del rey, Juan de Austria, lo designa como lugarteniente durante la Guerra de las Alpujarras contra los moriscos. Un año después, mientras Juan de Austria dirigía la campaña en Almería, Gonzalo se mantuvo en las Alpujarras. El 15 de enero de 1571, una vez terminada la guerra, accedió a una plaza en el Consejo de Estado y Guerra. De nuevo se uniría como lugarteniente a las huestes de Juan de Austria durante la batalla de Lepanto, bajo cuyo mando habría luchado el autor Miguel de Cervantes. Aunque su papel en la batalla no ha sido estudiado en profundidad, tuvo que ser relevante debido a que fue recompensado con el cargo de gran almirante del Reino de Nápoles. En esta ciudad residiría durante seis años, participando en la Batalla de Túnez en 1574.
Finalmente, regresó a Madrid a mediados de 1578, donde fallecería el 3 de diciembre de ese año. Paolo Giovio, Luigi Tansillo, Ascanio Centorio, Giuliano Gosellini, Filippo Zaffiri, Giovanni Toso, Gutierre de Cetina, Alfonso de Ulloa o Juan de la Vega les dedicarían poemas al duque por sus hazañas, rememorando a su abuelo al igual que él batallando en tierras italianas. Sus restos serían trasladados al Monasterio de San Jerónimo de Granada, donde se encontraba los restos de sus padres y su abuelo, el Gran Capitán.